# Ласло Андор
Ласло Андор (угор. Andor László; нар. 3 червня 1966, Залаеґерсеґ, Угорщина) — угорський політичний діяч та економіст, член Угорської соціалістичної партії.

## Біографія
Закінчив Університет економічних наук імені Карла Маркса в Будапешті (сучасний Університет Корвіна), де здобув ступінь магістра економіки. Згодом також навчався в Університеті Джорджа Вашингтона і Манчестерському університеті. З 1993 року був редактором впливового в Угорщині журналу «Eszmélet». У 2003 році став одним з керівників економічної секції Угорської соціалістичної партії, в 2005 році став членом ради директорів Європейського банку реконструкції та розвитку. 9 лютого 2010 став європейським комісаром з питань зайнятості, праці та соціальної сфери, ставши представником Угорщини в Єврокомісії замість Ласло Ковача. Обіймав посаду до 1 листопада 2014 року.

## Приватне життя
Окрім рідної угорської, вільно говорить англійською та російською мовами.
Живе зі своєю дружиною і трьома дітьми (2001, 2004, 2010).